# Traînage

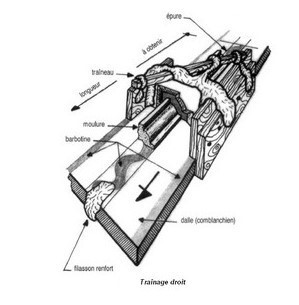
Traînage droit sans noyau.

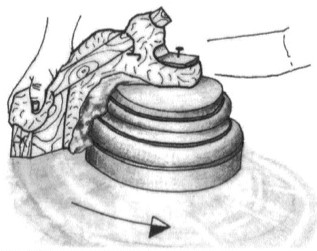
Traînage circulaire avec pivot.

Le traînage ou trainage est l'action de monter un volume par ajouts  de plâtre à modeler jusqu'à obtention du profil définitif afin de réaliser une moulure par exemple, ce qui l'amènera à chaque fois à se fabriquer un outil spécifique suivant que la forme à obtenir sera droite, circulaire, hélicoïdale, etc.

## Historique
Les techniques de traînage remontent aux temps les plus reculés. Les dix livres d'architecture de Vitruve, les textes de Pline l'Ancien et de Tertullien, les dossiers d'archéologie, les communications du centre universitaire de Dijon sur les techniques gréco-romaines révèlent que ces procédés d'exécution existaient déjà chez les bâtisseurs  romains et  gallo-romains. Il a été relevé entre autres, un emploi de plâtre pur et non en mélange, l'utilisation de profils en bois glissés, l'existence de calibres pour les moulures avec noyau d'approche profil puis traînage définitif à l'aide d'un second calibre en fer fixé sur le premier calibre en bois.